# Kościół św. Michała Archanioła w Targowej Górce

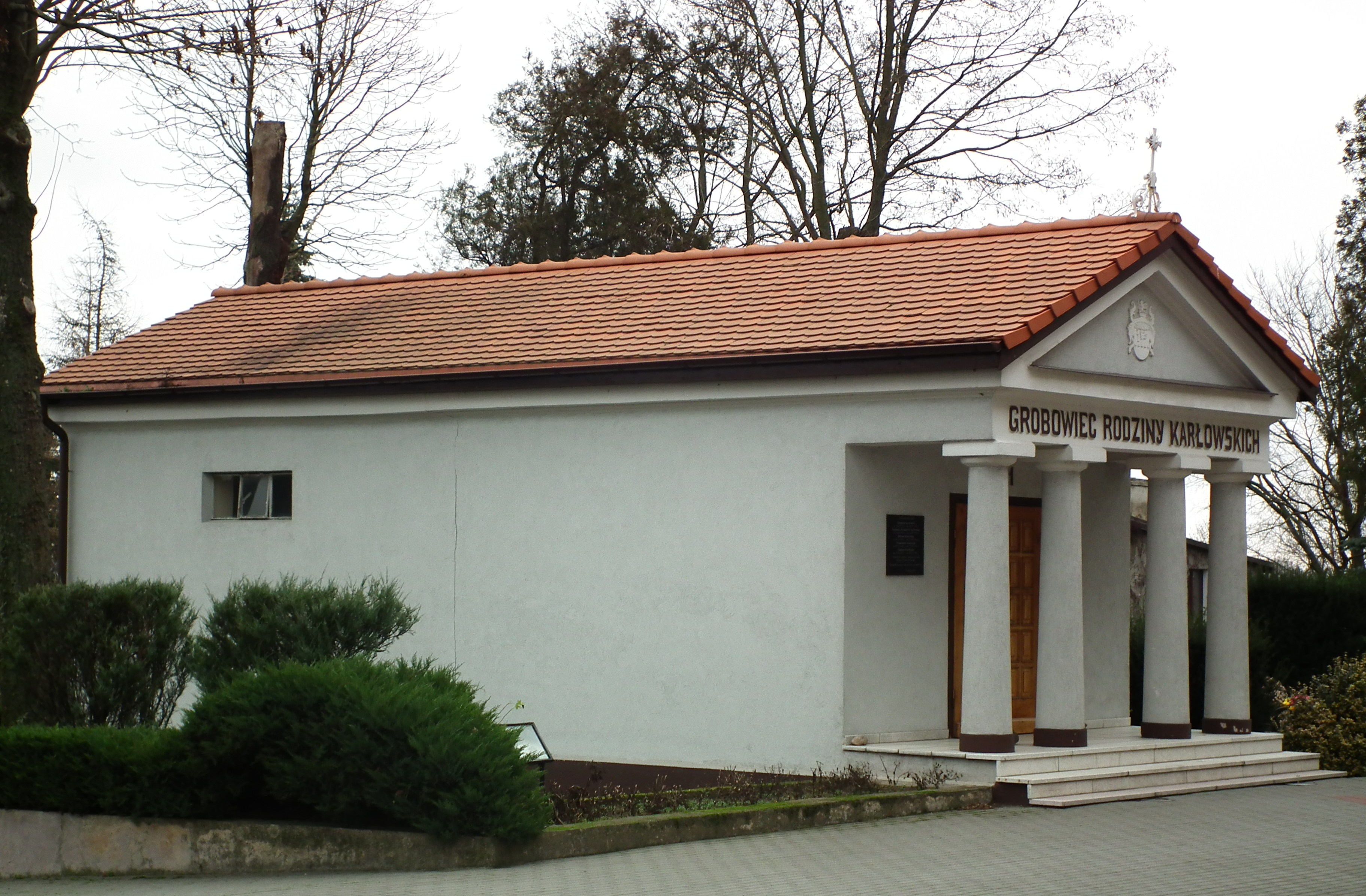
Mauzoleum Karłowskich

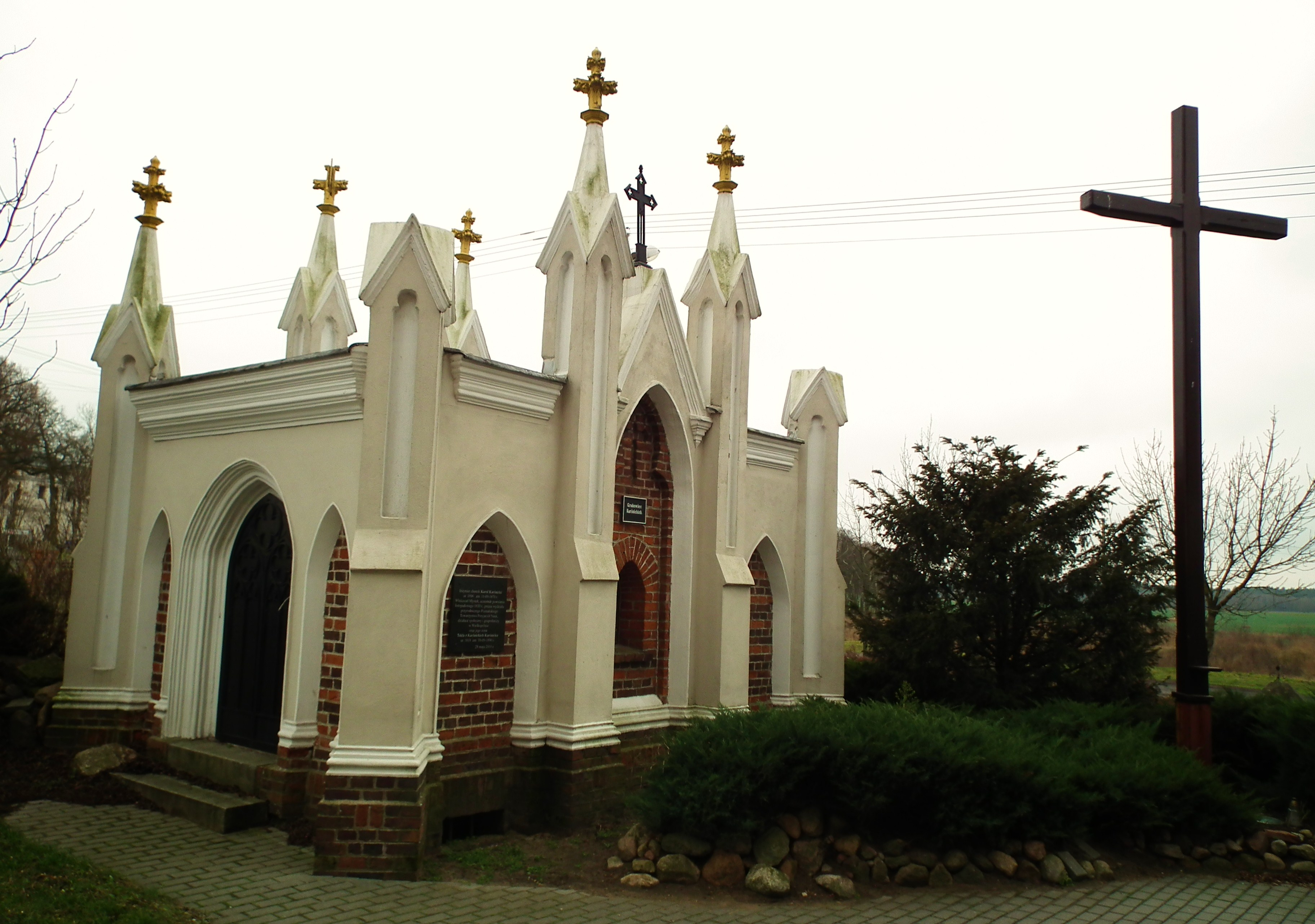
Mauzoleum Kraśnickich

Kościół św. Michała Archanioła w Targowej Górce – murowany kościół rzymskokatolicki w Targowej Górce.

## Historia i opis budowli
Data erygowania parafii nie jest znana. Kościół pod wezwaniem św. Michała Archanioła został ufundowany w wieku XIII. Pierwsza pisemna wzmianka dotycząca istnienia parafii pochodzi z 1364, prawdopodobnie przez Góreckich. Około 1630 Mikołaj Mielżyński, kasztelan gnieźnieński, zbudował nowy kościół z drzewa. Sufragan poznański - biskup Jan Baykowski konsekrował go w 1636. W 1739 odbudował go ks. proboszcz Kazimierz Sosnowicz. Drewniany kościół parafialny z 1739 został rozebrany w pierwszych dziesięcioleciach XIX w.
W 1802 drewniany kościół spłonął od uderzenia pioruna. Przygotowania do budowy nowej murowanej świątyni rozpoczęły się w 1823, a zakończone zostały w 1840 przez ks. proboszcza Jana Gniadczyńskiego. Fundatorem nowego kościoła była rodzina Kosińskich. Budynek został zbudowany bez jakiegokolwiek jednolitego stylu. Do tej świątyni przeniesiono wyposażenie z poprzedniego kościoła. Umieszczono w nim barokowy ołtarz główny pochodzący z XVIII w., posiadający dwie kondygnacje. W ołtarzu znajdowała się postać Świętego Michała Archanioła na smoku, po bokach dwie figury świętych i cztery anioły. Biskup Likowski dokonał konsekracji kościoła w 1892. Po II wojnie światowej otwarto frontową ścianę w kościele i utworzono dwa małe łuki boczne, analogiczne do łuku nad wielkim ołtarzem. Utworzono również kaplicę Najświętszego Serca Pana Jezusa. Architektonicznie kościół utrzymany jest w stylu neobarokowym. W głównym ołtarzu znajduje się obraz Matki Bożej Różańcowej pochodzący prawdopodobnie z XVII w. Kościół posiada również późnogotycką kamienną chrzcielnicę.

## Otoczenie
Na terenie przykościelnym stoją dwa grobowce-mauzolea:
- rodziny Karłowskich z 1931 (klasycyzm), w którym spoczywają miejscowi posiadacze ziemscy (według tablicy pamiątkowej z 29 maja 2010): Stanisław (14.2.1851-28.7.1927), Stefania z Braunków (1.8.1861-24.5.1928), Helena (1.12.1891-2.9.1892), Franciszek (30.11.1890-12.9.1934), Tadeusz (24.10.1893-5.1.1946); epitafium głosi: Właściciele ziemscy związani życiem i pracą z Ziemią Nekielską,
- rodziny Kraśnickich (neogotyk), w którym spoczywa inż. chemik Karol Kraśnicki (1806-11.9.1870), uczestnik powstania listopadowego, prezes Wydziału Przyrodniczego Poznańskiego Towarzystwa Przyjaciół Nauk, działacz społeczny i gospodarczy, a także jego żona Tekla z Kraśnickich Kraśnicka (1818-30.9.1890)[2].

Przy kościele zlokalizowany jest ponadto grób ks. proboszcza Piotra Kaczmarka (5.1.1908-12.12.1976). Na ścianach świątyni wmurowano dwie tablice pamiątkowe:
- ks. proboszcza Kazimierza Pause, kapelana-ochotnika w wojnie polsko-bolszewickiej, proboszcza targowogórskiego w latach 1930-1940, 27 marca 1940 aresztowanego przez nazistów i 8 sierpnia 1942 zamordowanego w KL Dachau,
- ks. proboszcza Jana Gniatczyńskiego (10.11.1798-7.6.1881), pochowanego in situ[2].